# Kautzenhof

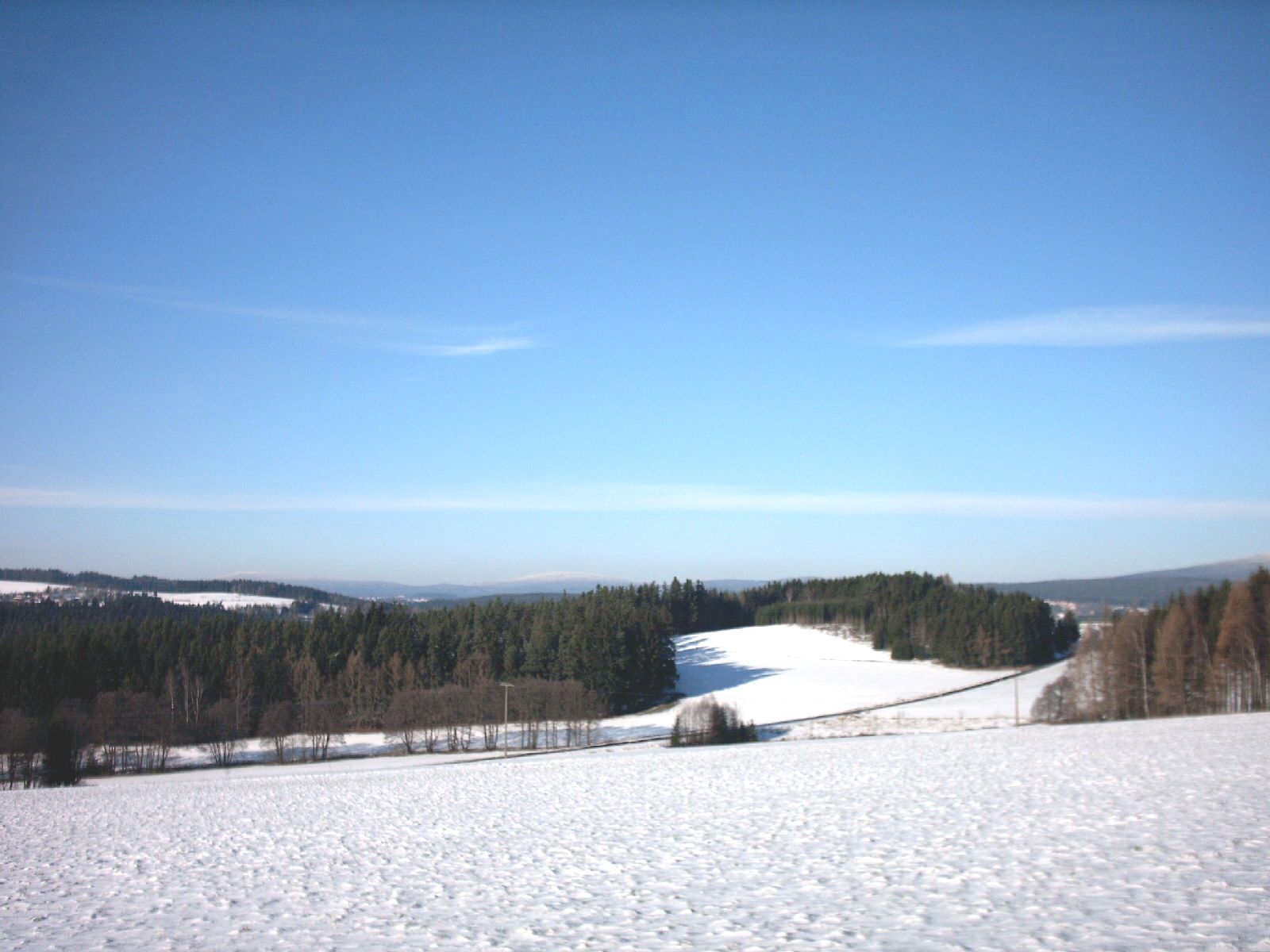
Der Kautzenschlag

Kautzenhof ist ein Gemeindeteil der Gemeinde Pullenreuth im Landkreis Tirschenreuth, Regierungsbezirk Oberpfalz, Bayern. Der Steinwald umgibt den Weiler. 

## Geographie
Kautzenhof ist eine Streusiedlung mit elf Häusern und 45 Einwohnern und liegt auf etwa 564–580 m ü. NHN. Der Hügel Kautzenschlag flankiert den Ort im Norden; im Westen steigt das Gelände bis zum sogenannten Waldhaus an. Hier wurde 1998 der Film Krambambuli gedreht; das Waldhaus war das Wohnhaus des Försters und seiner Frau. Das Waldhaus liegt 822 m ü. NHN, wurde 1899 erbaut und bis 1959 bewohnt und bewirtschaftet. In Richtung Osten sinkt die Geländehöhe, doch nach einigen hundert Metern steigt sie wieder an. Im Süden gibt es eine Straße mit neun Prozent Gefälle hinunter ins Nachbardorf Trevesen. Nachbardörfer von Kautzenhof sind Haselbrunn, Lochau und Trevesen.

## Geschichte
Die erste urkundliche Erwähnung des Ortes Kautzenhof erfolgte 1596, seit 1818 gehörte er zur Gemeinde Trevesen. Bei der Gebietsreform kam Trevesen am 1. Januar 1972 zur Gemeinde Pullenreuth.

### Name
Der Name Kautzenhof geht auf das Dialektwort Keitzahuaf zurück und bedeutet wohl so viel wie Hof des Kauzes. Anscheinend lebte dort einmal ein recht merkwürdiger Einsiedler, ein komischer Kauz.